# تايلور هال (لاعب هوكي جليد)
تايلور هال هو لاعب هوكي جليد كندي، ولد في 20 فبراير 1964 في ريجاينا في كندا.

## وصلات خارجية
- تايلور هال (لاعب هوكي جليد) على موقع دوري الهوكي الوطني (الإنجليزية)
- تايلور هال (لاعب هوكي جليد) على موقع EliteProspects.com (الإنجليزية)
- تايلور هال (لاعب هوكي جليد) على موقع HockeyDB.com (الإنجليزية)
- تايلور هال (لاعب هوكي جليد) على موقع Hockey-Reference.com (الإنجليزية)